# Megastylus facialis
Megastylus facialis är en stekelart som beskrevs av Förster 1871. Megastylus facialis ingår i släktet Megastylus och familjen brokparasitsteklar. Inga underarter finns listade i Catalogue of Life.